# Stadion FK Chmel Blšany
Stadion FK Chmel Blšany – stadion piłkarski w Blšanach, w Czechach. Obiekt może pomieścić 2300 widzów. Do 2016 roku swoje spotkania rozgrywali na nim piłkarze klubu FK Chmel Blšany.

## Historia
Gospodarzem obiektu przez długie lata był założony w 1946 roku klub piłkarski FK Chmel Blšany. Początkowo w miejscu dzisiejszego stadionu mieściło się jedynie boisko piłkarskie bez dodatkowej infrastruktury. W 1990 roku klub awansował na trzeci poziom ligowy, a dwa lata później do II ligi. W roku 1998 zespół wywalczył awans do najwyższej klasy rozgrywkowej. Blšany, które w 2000 roku liczyły 389 mieszkańców, zostały określone mianem najmniejszej miejscowości w Europie goszczącej rozgrywki I ligi. Właścicielem klubu był wówczas przedsiębiorca i działacz piłkarski (m.in. w latach 1993–2001 prezes czeskiej federacji piłkarskiej), a do 1993 roku również czynny bramkarz tej drużyny, František Chvalovský. Dzięki jego wsparciu rozbudowano stadion, w 1992 roku powstała trybuna główna, później także m.in. boiska treningowe wokół głównego stadionu, a w roku 1998 hotel. W latach 2000 i 2001 klub uczestniczył w rozgrywkach Pucharu Intertoto, za każdym razem dochodząc do półfinału (mecze domowe w tych rózgrywkach zespół także grał na swoim stadionie w Blšanach). W rundzie jesiennej sezonu 2003/2004 drużyna musiała jednak rozgrywać swoje mecze w I lidze na stadionie Na Litavce w Przybramie, ponieważ obiekt w Blšanach nie spełniał nowych norm narzuconych przez związek piłkarski (problemem było niewymiarowe boisko). Na początku 2004 roku dokonano niezbędnych prac, dzięki czemu zespół powrócił na swój stadion. Przy okazji dokonano też innych remontów, m.in. wyremontowano szatnie i zainstalowano plastikowe krzesełka na trybunie głównej (redukując tym samym pojemność stadionu z 4600 do 2300 widzów; rekord frekwencji stadionu, osiągnięty na jednym z meczów ligowych ze Slavią Praga, wynosi natomiast 6000 widzów). Cztery ostatnie spotkania rundy jesiennej sezonu 2004/2005 klub po raz kolejny musiał rozgrywać poza Blšanami, tym razem w Pradze, na stadionie Viktorii Žižkov. Powodem był brak sztucznego oświetlenia, które zainstalowano na początku 2005 roku. Jego natężenie wynosi 1200 luksów. W 2006 roku, po ośmiu latach na najwyższym poziomie ligowym, FK Chmel Blšany spadł do II ligi. W kolejnych latach postępował dalszy regres, aż na początku sezonu 2016/2017, po rozegraniu dwóch spotkań, klub wycofał się z rozgrywek i zakończył swoją działalność. Na obiekcie w przeszłości grała kobieca reprezentacja Czech, a także reprezentacja Czech do lat 16.